# VCC Entertainment
VCC Entertainment – niemiecki producent gier komputerowych z siedzibą w Hamburgu, działający w latach 1996–2004.

## Historia
Studio pierwotnie działało od grudnia 1996 r. jako projekt o nazwie Team FEB (skrót od Free Electric Band), powstały z inicjatywy Petera Cukierskiego, Floriana Knappego, Thomas Mahlkego, Christiana Melsy oraz Dierka Ohlericha. Rok później, w związku z włączeniem zespołu w wewnętrzne struktury VCC Perfect Pictures AG, zaczęło ono (od kwietnia) funkcjonować jako spółka cywilna, zaś w maju 1999 r. przemianowana została na VCC Entertainment. Pomimo że zespół miał już na koncie grę wyścigową Killer Loop, oraz demo Alto Knallo (które zajęło 1. miejsce na imprezie demoscenowej The Party), to największy rozgłos firmie przyniosła współpraca z RTL Enterprises, i stworzenie budźetowych gier o tematyce skoków narciarskich, RTL Skispringen (w Polsce wydawane jako Skoki narciarskie w serii Dobra Gra, cieszyły się dużą popularnością wśród graczy ze względu na panującą wówczas małyszomanię oraz dużą grywalność tytułu pomimo niskiej ceny).
W 2004 r. studio zostało zamknięte, zaś większość jej twórców założyło w marcu nowe studio, 49Games, gdzie, po przejęciu licencji od dotychczasowego właściciela, kontynuowało serię RTL Skispringen.

## Wyprodukowane gry[2]
| Tytuł                                                                                           | Rok  | Wydawca             | Platforma                              | Uwagi |
| ----------------------------------------------------------------------------------------------- | ---- | ------------------- | -------------------------------------- | --- |
| Killer Loop                                                                                     | 1999 | Crave Entertainment | Microsoft Windows; PlayStation; Arcade | Produkcja gry zaczęła się w 1997 r. Pierwotnie projekt nazywał się Y.A.R.G                                                                             |
| RTL Skispringen 2000                                                                            | 1999 | RTL Enterprises     | Microsoft Windows                      | |
| Magforce Racing                                                                                 | 2000 | Crave Entertainment | Sega Dreamcast                         | Implementacja gry Killer Loop na konsolę Segi |
| RTL Skispringen – Herausforderung 2001 (w Polsce jako Skoki narciarskie 2001: Polski zwycięzca) | 2000 | RTL Enterprises     | Microsoft Windows                      | Pierwsza gra z serii sprzedawana w Polsce pod tytułem Skoki narciarskie wydana nakładem Axel Springer Polska. Sprzedała się w ilości 40 tysięcy sztuk. |
| Alarm für Cobra 11                                                                              | 2000 | RTL Enterprises     | Microsoft Windows                      | Gra powstała na podstawie znanego niemieckiego serialu sensacyjnego Kobra – oddział specjalny. W tym samym roku została wydana wersja Director’s Cut   |
| Ferrero Jump and Run                                                                            | 2001 | VCC Entertainment   | Microsoft Windows                      | Gra powstała w celach promocyjnych |
| RTL Skispringen: „2002 mit Martin Schmitt” (w Polsce: Skoki narciarskie 2002: Polskie złoto)    | 2001 | RTL Enterprises     | Microsoft Windows; PlayStation         | Druga, i zarazem ostatnia gra studia wydana w Polsce pod marką Skoki narciarskie. Sprzedała się tam w ilości ponad 225 tysięcy sztuk.                  |
| RTL Skispringen 2003                                                                            | 2002 | RTL Enterprises     | Microsoft Windows; PlayStation 2       | |
| RTL Skispringen 2004                                                                            | 2003 | RTL Enterprises     | Microsoft Windows; PlayStation 2       | |

## Wersje demonstracyjne[6]
- Allo Knallo (1996)
- fr-08 (2001)
- Medium (2001)
- fr-019 (2002)
- Afri-Cola Demo (2002) (Wersja demonstracyjna powstała we współpracy z agencją reklamową MSH&more z Kolonii, celem promocji nowych technik promowania produktu.)

## Anulowane projekty i prototypy[1]
- Racer 42 (Xbox, PS2) – prototyp gry wyścigowej
- Kute Happy People (Xbox, PS2, PC)[7] – prototyp gry strategicznej
- California AirJet Racing (PC, PS2, Xbox) – prototyp gry wyścigowej
- Future Agents (PS2, Xbox) – prototyp gry multiplayer z trybem deathmatch
- Virtual Landscape (PC) – prototyp silnika graficznego generującego teren

Wszystkie powyższe tytuły (na stronie Petera Cukierskiego) za termin wydania mają podaną datę 29 listopada 2001 r.